# Didier Bionaz
Didier Bionaz (* 22. Februar 2000 in Aosta) ist ein italienischer Biathlet. Seit 2020 startet Bionaz im Weltcup, mit der Mixedstaffel wurde er 2023 Vizeweltmeister.

## Sportliche Laufbahn
Bionaz feierte sein internationales Debüt im IBU-Junior-Cup 2017/18 mit dem 18. Rang im Sprint. Bei den Jugendweltmeisterschaften 2018 konnte er in den Individualwettbewerben drei Top 25-Ergebnisse erzielen und verpasste mit der Staffel als Vierter nur knapp eine Medaille. Im darauffolgenden Jahr trat er erneut bei der Jugend-WM in Osrblie an und konnte dort neben drei Ergebnissen unter den besten 16 in den Einzelwettbewerben die Bronzemedaille mit der italienischen Staffel gewinnen. Des Weiteren wurde er bei einer Station im IBU-Junior-Cup 2018/19 eingesetzt und nahm an den Junioreneuropameisterschaften 2019 teil, wobei er aber keine Podestplätze erringen konnte. Im Junior-Cup 2019/20 wurde Bionaz bei zwei Stationen eingesetzt. Er lief dabei auf der Pokljuka zu einem Sieg im Sprint und konnte in Martell mit der Staffel den 2. Platz belegen. Bei der Junioren-WM 2020 konnte er nach dem 8. Rang im Einzel keinen weiteren Top-10-Rang erreichen. Zum Ende der Saison wurde Bionaz zum ersten Mal im IBU-Cup eingesetzt, wo er unter anderem mit dem 4. Platz im Sprint direkt überzeugen konnte, sodass er im März 2020 in Nové Město na Moravě sein Weltcupdebüt feiern durfte. Dabei konnte der Italiener mit dem 72. Rang im Sprint zwar nicht in die Punkteränge laufen, wurde aber trotzdem in der Staffel eingesetzt, mit der er Sechster wurde.
Im Winter 2020/21 startete Bionaz erstmals regelmäßig im Weltcup. Beim Sprint in Hochfilzen ergatterte er dabei als 40. erstmals Weltcuppunkte und qualifizierte sich somit auch für die Verfolgung, bei der er sich mit nur einem Schießfehler auf den 19. Platz verbessern konnte. Beim Weltcup in Antholz erreichte er den 13. Platz im Einzel, womit er gleichzeitig startberechtigt für den Massenstart war, den er als 21. beendete. Bionaz war außerdem regelmäßig Teil der italienischen Staffel, bei den Weltmeisterschaften 2021 war er sowohl Startläufer der Mixedstaffel als auch der Herrenstaffel, die am Ende beide den 6. Platz belegten. Bei den Individualbewerben der WM wurde er 21. im Sprint, 58. in der Verfolgung und 60. im Einzel. Didier Bionaz schloss die Saison als viertbester Italiener auf dem 51. Rang der Gesamtwertung ab. Eher enttäuschend verlief daraufhin die Folgesaison, in der sich der Italiener im Stehendanschlag verschlechterte und auch deshalb nur dreimal Weltcuppunkte erzielen konnte. In Obertilliach lief er auch IBU-Cup-Rennen, wobei mit der Mixedstaffel ein Podest heraussprang. Bestes Staffelergebnis im Weltcup wurde in Ruhpolding ein vierter Platz, Saisonhighlight aber waren die Olympischen Spiele von Peking, wo Bionaz das Einzel bestritt und 48. wurde. Seine ersten Ranglistenpunkte im Winter 2022/23 kamen wieder erst nach dem Jahreswechsel auf der Pokljuka, dort wurde Bionaz zweimal 24. in den Einzelrennen und stieg mit Lisa Vittozzi, Dorothea Wierer und Tommaso Giacomel hinter der französischen Auswahl erstmals auf ein Weltcuppodest. In Ruhpolding und Antholz erzielte er mit der Männerstaffel jeweils Rang fünf. Der größte Karriereerfolg kam allerdings wenig später, in derselben Besetzung wie vier Wochen zuvor gewann das italienische Mixedteam die Silbermedaille bei den Weltmeisterschaften, wobei sie sich dem norwegischen Team nur um gut elf Sekunden geschlagen geben mussten. Bei den Wettkämpfen von Östersund kurz vor Saisonende erzielte Bionaz mit Rang 17 im Einzel sein zweitbestes Karriereergebnis und qualifizierte sich damit zum zweiten Mal für einen Massenstart. Im Gesamtweltcup verbesserte er sich im Vergleich zu den Vorjahren und wurde 46., bei den italienischen Meisterschaften gewann er Silber im Massenstart sowie mit Samuela Comola in der Single-Mixed-Staffel.

## Persönliches
Bionaz stammt aus der namensgleichen Gemeinde im Aostatal. Seine Karriere verlief zum großen Teil, inklusive Weltcup- und Olympiadebüt, parallel zu der von Tommaso Giacomel, was die beiden Athleten zu engen Freunden macht.

## Statistiken

### Weltcupplatzierungen
Die Tabelle zeigt alle Platzierungen (je nach Austragungsjahr einschließlich Olympische Spiele und Weltmeisterschaften).
- 1.–3. Platz: Anzahl der Podiumsplatzierungen
- Top 10: Anzahl der Platzierungen unter den ersten zehn (einschließlich Podium)
- Punkteränge: Anzahl der Platzierungen innerhalb der Punkteränge (einschließlich Podium und Top 10)
- Starts: Anzahl gelaufener Rennen in der jeweiligen Disziplin
- Staffel: inklusive Mixed- und Single-Mixed-Staffeln

| Platzierung                    | Einzel | Sprint | Verfolgung | Massenstart | Staffel | Gesamt |
| ------------------------------ | ------ | ------ | ---------- | ----------- | ------- | ------ |
| 1. Platz                       |        |        |            |             |         |        |
| 2. Platz                       |        |        |            |             | 1       | 1      |
| 3. Platz                       |        |        |            |             |         |        |
| Top 10                         |        |        |            |             | 16      | 16     |
| Punkteränge                    | 3      | 4      | 5          | 2           | 17      | 31     |
| Starts                         | 7      | 27     | 14         | 2           | 17      | 67     |
| Stand: nach der Saison 2022/23 |        |        |            |             |         |        |

### Olympische Winterspiele
Ergebnisse bei Olympischen Winterspielen:
|                                        | Einzelwettbewerbe | Einzelwettbewerbe | Einzelwettbewerbe | Einzelwettbewerbe | Staffelwettbewerbe | Staffelwettbewerbe |
| Einzel                                 | Sprint            | Verfolgung        | Massenstart       | Herrenstaffel     | Mixedstaffel       |                    |
| -------------------------------------- | ----------------- | ----------------- | ----------------- | ----------------- | ------------------ | ------------------ |
| Olympische Winterspiele 2022 \| Peking | 48.               | –                 | –                 | –                 | –                  | –                  |

### Biathlon-Weltmeisterschaften
Ergebnisse bei den Weltmeisterschaften:
| Weltmeisterschaften | Weltmeisterschaften | Einzelwettbewerbe | Einzelwettbewerbe | Einzelwettbewerbe | Einzelwettbewerbe | Staffelwettbewerbe | Staffelwettbewerbe | Staffelwettbewerbe |
| Jahr                | Ort                 | Einzel            | Sprint            | Verfolgung        | Massenstart       | Herrenstaffel      | Mixedstaffel       | S.-M.-Staffel      |
| ------------------- | ------------------- | ----------------- | ----------------- | ----------------- | ----------------- | ------------------ | ------------------ | ------------------ |
| 2021                | Pokljuka            | 59.               | 20.               | 57.               | –                 | 6.                 | 06.                | –                  |
| 2023                | Oberhof             | 26.               | 66.               | –                 | –                 | 7.                 | 02.                | –                  |
| 2024                | Nové Město          | 49.               | 28.               | 32.               | –                 | 6.                 | 10.                | –                  |
| 2025                | Lenzerheide         | 49.               | 43.               | 49.               | –                 | –                  | –                  | –                  |

### Juniorenweltmeisterschaften
Ergebnisse bei den Juniorenweltmeisterschaften:
| Weltmeisterschaften | Weltmeisterschaften | Einzel | Sprint | Verfolgung | Staffel |
| Jahr                | Ort                 | Einzel | Sprint | Verfolgung | Staffel |
| ------------------- | ------------------- | ------ | ------ | ---------- | ------- |
| 2018                | Otepää              | 23.    | 18.    | 23.        | 4.      |
| 2019                | Osrblie             | 16.    | 14.    | 15.        | 3.      |
| 2020                | Lenzerheide         | 8.     | 17.    | 13.        | DSQ     |

### Junior-Cup-Siege
| Nr. | Datum         | Ort      | Disziplin |
| --- | ------------- | -------- | --------- |
| 1.  | 14. Dez. 2019 | Pokljuka | Sprint    |